# Дом кино (Алма-Ата)
«Дом Кино» — широкоформатный кинотеатр, в городе Алма-Ата. Расположен на улице Казыбек би, 20. Изначально открыт в 1961 году в помещении киностудии Казахфильм. В 1971 году расположился в новом построенном здании на ул. Советской (ныне — Казыбек би), 20. Зрительный зал составляет 385 мест.

## История и описание
В советское время был государственным, республиканским кинотеатром. Работой «Дома кино» руководил Союз кинематографистов Казахской ССР. Основной задачей «Дома Кино» — было, проведение мероприятий, направленных на повышение идейно-политического уровня членов СК, их профессионального мастерства. В «Доме кино» проводились творческие конференции, лекции по теории кино, операторского искусства, актёрского мастерства, организовывались встречи с передовиками производства, деятелями науки и культуры, выставки художников театра и кино.
В годы независимости стал сдаваться в аренду, и в итоге 60 % площади было продано в частное владение. Оставшиеся 40 % принадлежат союзу кинематографистов. В 2013 году в СМИ появилась информация о том, что в Доме кино, расположился гей-клуб.